# Datia
Datia là một thành phố và khu đô thị của quận Datia thuộc bang Madhya Pradesh, Ấn Độ.

## Địa lý
Datia có vị trí 25°40′B 78°28′Đ / 25,67°B 78,47°Đ Nó có độ cao trung bình là 302 mét (990 feet).

## Nhân khẩu
Theo điều tra dân số năm 2001 của Ấn Độ, Datia có dân số 82.742 người. Phái nam chiếm 53% tổng số dân và phái nữ chiếm 47%. Datia có tỷ lệ 68% biết đọc biết viết, cao hơn tỷ lệ trung bình toàn quốc là 59,5%: tỷ lệ cho phái nam là 75%, và tỷ lệ cho phái nữ là 60%. Tại Datia, 15% dân số nhỏ hơn 6 tuổi.